# Quaestiones Mathematicae
Quaestiones Nathematicae ist eine von der South African Mathematical Society seit 1976 in englischer Sprache herausgegebene mathematische Fachzeitschrift.